# Mircea Gheordunescu
Mircea Gheordunescu (n. 26 ianuarie 1947, București) este un fizician român, care a îndeplinit funcția de adjunct al directorului Serviciului Român de Informații în perioada 1997-2001 și apoi pe cea de consul general al României la Milano (2002-2007).

## Biografie
Mircea Gheordunescu s-a născut la data de 26 ianuarie 1947, în municipiul București. A urmat studii la Liceul "Gh. Lazăr" din București (1961-1965) și apoi la Facultatea de Fizică din cadrul Universității București (1965-1970).
După absolvirea facultății, a lucrat ca profesor de fizică la Liceele Ion Creangă și Spiru Haret din București, fiind definitivat pe post în anul 1975. A obținut gradul didactic II (1980) și gradul I (1988). Între anii 1985-1996, a fost membru în Consiliul de Administrație al celor două licee.
După ce între anii 1995-1996, a lucrat ca director general la Direcția Relații Internaționale a Primăriei Municipiului București, prof. Gheordunescu a îndeplinit în perioada 1 noiembrie 1996 - 11 martie 1997 funcția de președinte al Agenției Naționale de Control al Exporturilor Strategice și al Interzicerii Armelor Chimice (ANCESIAC), cu rang de secretar de stat.
La data de 14 martie 1997, Mircea Gheordunescu a fost numit în funcția de adjunct al directorului Serviciului Român de Informații , cu rang de secretar de stat. A fost eliberat din funcție la data de 1 noiembrie 2001 . 
În această perioadă, a devenit membru în următoarele organizații: Consiliul de Conducere EUROPA 2000 ONG International cu Statut Participativ la Consiliul Europei și ONU – Bruxelles (din 1997), membru fondator al Centrului SECI București (1997), membru fondator al Autorității Naționale de Securitate (ANS) (1997), membru în Consiliul Director al ANS și responsabil al Cap. IV de Securitate al Planului Anual de Aderare la NATO (1998-2001), membru în Consiliul Consultativ al EULEC- Asociația Europeană a Organismelor de Aplicare a Legii- Bruxelles (din 1999) și promotor al ORNISS (2001).
A urmat apoi un curs de Protecție a Informațiilor Clasificate NATO, organizat de către SRI (2002), precum și un curs consular organizat de MAE (1 martie - 1 septembrie 2002). Din data de 1 aprilie 2002, este consul în cadrul Ministerului Afacerilor Externe.
La data de 22 august 2002, Mircea Gheordunescu a fost numit în funcția de consul general, șef al Consulatului General al României la Milano , fiind acreditat în această funcție la 1 septembrie același an. Între timp, la 1 septembrie 2005, a primit gradul diplomatic de consilier diplomatic. La 28 februarie 2007, Guvernul României a decis rechemarea lui Mircea Gheordunescu din calitatea de consul general, șef al Consulatului General al României la Milano .
Mircea Gheordunescu vorbește foarte bine limbile italiană și franceză și satisfăcător limba engleză. Este căsătorit și are o fiică (Irina Miruna Gheordunescu, născută în 1982)

## Lucrări publicate
- Tehnici de laborator în fizică (1975)
- Culegere de probleme de fizică (1983)
- Actualitatea amenințărilor teroriste (Cork, Irlanda, 1999)

În perioada 1997-2001, a publicat mai multe articole și studii în ziare și reviste.